# Перехід (роман)
Перехід: надприродний роман (англ. The Changeover: a Supernatural Romance) — юнацький фентезійний роман новозеландської письменниці Маргарет Махі. Було опубліковано в 1984 році.

## Зміст
Головна героїня підліток Лора Чант. Одного разу вона разом з молодшим братом Джако йде до школи, коли їх зустрічає антиквара Кармоді Браку. Остання ставить на руці Джако марку, яка невдовзі починає виглядає як обличчя Джако.
Невдовзі Джако все частіше хворіє й поводить себе дивно. Лора вважає, що ним хтось заволодів. Вона знаходить Соренсен «Вибачте» Карлайл, яка полюбляє фотографувати птахів. Насправді вона відьма. Соренсен виявляє, що Браку — стародавня істота (лемур-вампір), що споживає життєву силу інших людей для збереження себе серед живих. Карлайл приводить Лору до своєї бабусі — Вінтер, яка є однією з давніх відьм.
Вінтер говорить Лорі, що тій необхідно самій стати відьмою. Тоді вона зможе врятувати брата. Для цього потрібно здійснити «перехід», хоча він може бути небезпечний для самої Лори. Втім остання наважується на це, оскільки брат майже при смерті.
Лора здійснює «перехід», що виглядає наче мандрівка темним лісом. Все проходить вдало. Лора набуває надзвичайних здібностей. після цього разом з Сорансен атакує Браку. Коли вона майже здолала істоту Лора пітрапляє під спокусу змусити Браку довго страждати. Але це може призвести саму Лору на шлях зла. Втім вона долає це, просто знищуючи Браку.

## Нагороди
- медаль Карнеги (Велика Британія), 1984 ік
- нагорода «Бостон глоуб—Горн бук»

## Кіноадаптація
За сюжетом роману 2017 року знято американський фільм «Закляття». На відміну від книги Браку це просто старий, його також класифікують як демона. Замість відьми Вінтер пораду про «перехід» дає матір Лори, що розповідає про зв'язок їх роду з давніми відьмами.